# Magnolias de acero
Steel Magnolias (titulada Magnolias de acero en México y España; Flores de acero en Argentina) es una película basada en la obra de teatro homónima de Robert Harling y adaptada al cine por él mismo. Dirigida por Herbert Ross, cuenta con un reconocido reparto.

## Argumento
Es la historia de seis mujeres muy diferentes y especiales, que viven en un pequeño pueblo de Luisiana. Seis mujeres con sus miedos y sus esperanzas; incisivas, irónicas o ingenuas; pero eternamente amigas. 
Comedia que refleja la vida cotidiana, no exenta de dramatismo, de un grupo de amigas de diversas edades de una pequeña ciudad sureña. La protagonista, Shelby Eatenton (Julia Roberts), es una joven diabética de salud muy precaria que acaba de casarse y a la que los médicos han aconsejado no tener hijos pero en contra de los deseos de los médicos y de su madre decide tener uno, el cual desatará muchos problemas en su cuerpo y con su madre.

## Reparto
- Sally Field como M'Lynn Eatenton.
- Dolly Parton como Truvy Jones.
- Shirley MacLaine como  Louisa "Ouiser" Boudreaux.
- Daryl Hannah como Annelle Dupuy Desoto.
- Olympia Dukakis como Clairee Belcher.
- Julia Roberts como Shelby Eatenton Latcherie.
- Tom Skerritt como Drum Eatenton.
- Sam Shepard como Spud Jones.
- Dylan McDermott como Jackson Latcherie.
- Kevin J. O'Connor como Sammy Desoto.
- Bill McCutcheon como Owen Jenkins.
- Ann Wedgeworth como la tía Fern.
- Knowl Johnson como Tommy Eatenton.
- Jonathan Ward como Jonathan Eatenton.
- Bibi Besch como Belle Marmillion.
- Carol Sutton como Pam.
- Janine Turner como Nancy-Beth Marmillion.